# Wittinghof (Gemeinde Kefermarkt)
Wittinghof ist eine Ortschaft in der Gemeinde Kefermarkt im Bezirk Freistadt, Oberösterreich.
Die Ortschaft befindet sich südlich von Kefermarkt und etwa drei Kilometer östlich der Mühlkreis Autobahn. Im Franziszeischen Kataster von 1827 ist Wittinghof noch nicht verzeichnet, jedoch die verstreuten Gehöfte, die heute Wittinghof bilden. Am 1. Jänner 2024 zählte die Ortschaft 138 Einwohner.

## Geschichte
Das früheste Schriftzeugnis ist von 1230 und lautet „Villicatio Wittigonis“. Villicatio bezeichnete ein Landgut eines Reichsstandes. Der Name dürfte auf das böhmische Adelsgeschlecht der Witigonen zurückgehen.